# Tijana Dapčević
Tijana Dapčević n. 3 februarie 1976, Skopje, Republica Socialistă Macedonia, RSF Iugoslavia este o cântăreață cunoscută în Serbia și în Macedonia de Nord deseori recunoscută simplu ca Tijana.
S-a născut dintr-un tată sârb, Velko Todevski, și o mamă din Bosnia și Herțegovina, pe nume Branka. Ea are o soră mai tânără pe nume Tamara Todevska, reprezentanta Macedoniei de Nord la Concursul Muzical Eurovision 2019. În prezent ea este căsătorită cu Milan Dapčević, un om de afaceri din Serbia.
Unul dintre cântecele ei hit este „Sve je isto, Samo njega NEMA” (Totul este la fel, numai el nu este aici), el fiind fostul președinte iugoslav Josip Broz Tito. Piesa este cântată în mai multe limbi.
Ea a câștigat festivalul „Sunčane skale” organizat în 2002 în  Herceg Novi cu piesa „Negativ” compusă de Darko Dimitrov⁠(d), inclusă pe cel de-al doilea album al ei. De asemenea ea a câștigat și primul loc la „Serbian Radio Festival-Feras” în 2006 cu piesa „Julijana”. Tot în 2006 ea a participat la selecția națională a Serbiei și Muntenegrului pentru alegerea piesei care urma să reprezinte uniunea la Concursul Muzical Eurovision 2006. Ea s-a clasat a opta primind 27 de puncte. Ea a participat cu piesa „Greh”. Piesa a fost apoi inclusa pe albumul ei lansat în vara lui 2007.
Ea locuiește momentan în Belgrad.

## Eurovision 2014
La data de 28 august 2013 a fost anunțat de către Radioteleviziunea Macedoneană⁠(d) MRT, faptul că Tijana va reprezenta Macedonia la Concursul Muzical Eurovision 2014.

## Discografie
- 1. Kao da.. (2000)
- 2. Negativ (2002)
- 3. Zemlja mojih snova (2004)
- 4. Žuta minuta (2007)
- 5. Muzika (2010)